# Нефтејуганск
Нефтејуганск (рус. Нефтеюганск) град је у Русији у Ханти-мансијском аутономном округу.. Према попису становништва из 2010. у граду је живело 123.276 становника.

## Становништво
Према прелиминарним подацима са пописа, у граду је 2010. живело 123.276 становника, 15.446 (14,32%) више него 2002.
| 1959. | 1970.  | 1979.  | 1989.  | 2002.   | 2010.   |
| ----- | ------ | ------ | ------ | ------- | ------- |
| 600   | 19.675 | 52.393 | 93.930 | 107.830 | 122.855 |